# Nguyễn Công Bẩy
Nguyễn Công Bẩy (sinh năm 1965) là một Nghệ sĩ nhân dân, tướng lĩnh Công an nhân dân Việt Nam, hàm Thiếu tướng. Ông hiện giữ chức vụ Phó Cục trưởng Cục Công tác Đảng và công tác chính trị - Bộ Công an.

## Tiểu sử
Nguyễn Công Bẩy là đảng viên Đảng Cộng sản Việt Nam. Ông có trình độ Cao cấp lí luận chính trị.

### Nghệ thuật
Ông là một trong những gương mặt gắn bó lâu năm với Đoàn Kịch CAND. Trong vai trò của một diễn viên, ông từng giành Huy Chương Vàng tại Liên hoan sân khấu Nhỏ toàn quốc năm 1996 trong vở "Đám cưới trong đêm mưa".
Trong vai trò của một đạo diễn, tác phẩm "Hoa thép" do ông chỉ đạo đã đoạt giải Vàng tại Liên hoan sân khấu toàn quốc về "Hình tượng người chiến sỹ CAND" năm 2010. Đồng thời, vở "Không phải vụ án" do ông chỉ đạo cũng đã đoạt giải Vàng và HCV cho đạo diễn tại Liên hoan sân khấu toàn quốc về “Hình tượng người chiến sĩ CAND” lần thứ III năm 2015...
Riêng vở kịch “Người là đồng chí”, nghệ sĩ Nguyễn Công Bẩy vào vai Thủ tướng Phạm Văn Đồng đã diễn hàng trăm buổi phục vụ khán giả cả nước, thuộc top các vở diễn của Đoàn Kịch nói CAND có nhiều suất diễn nhất. Nghệ sĩ Nguyễn Công Bẩy được phong tặng Nghệ sĩ ưu tú (NSƯT) năm 2007.
Tháng 8 năm 2019, ông nhận danh hiệu cao quý Nghệ sĩ nhân dân.

### Binh nghiệp
Trước năm 2017, Nguyễn Công Bẩy là Trưởng đoàn kịch nói Công an nhân dân.
Từ năm 2017, ông giữ chức vụ Phó Cục trưởng Cục Công tác Đảng và công tác chính trị - Bộ Công an Việt Nam.
Cuối năm 2020, ông được Chủ tịch nước Cộng hòa xã hội chủ nghĩa Việt Nam Nguyễn Phú Trọng phong quân hàm Thiếu tướng Công an nhân dân Việt Nam.

## Lịch sử thụ phong quân hàm
| Năm thụ phong | –      | 2020        |
| ------------- | ------ | ----------- |
| Quân hàm      |        |             |
| Cấp bậc       | Đại tá | Thiếu tướng |